# Мазія (футбольний клуб)
Клуб спорту і відпочинку Мазія (англ. Maziya Sports and Recreation Club, мальд. މާޒިޔާ ސްޕޯޓްސް އެންޑް ރިކްރިއޭޝަން ކްލަބް) — мальдівський футбольний клуб з міста Мале. Клуб грає у Прем'єр-лізі Мальдівів, найвищій лізі мальдівського футболу. Він був заснований у 1996 році, та вперше піднявся до найвищого дивізіону в 2006 році.

## Історія
Клуб було засновано 23 січня 1996 року. «Мазія» є одним із найуспішніших клубів на Мальдівах, клуб 5 разів вигравав найвищий дивізіон країни в 2016, 2019—2020, 2020—2021, 2022 і 2023 роках.
На груповому етапі Кубка АФК 2022 року «Мазія» зазнала поразки від бангладеського клубу «Башундхара Кінгс» з рахунком 1-0 , але виграла другий матч проти індійського клубу «Гокулам Керала». Клуб вибув з боротьби в турнірі після поразки від клубу Індійської Суперліги «АТК Мохун Баган». Клуб знову брав участь у розіграші Кубка АФК 2023—2024 років.

## Титули і досягнення
- Переможець Прем'єр-ліги Мальдівів: 2016, 2019—2020, 2020—2021, 2022, 2023
- Володар Кубка Мальдівів: 2012, 2014, 2022
- Володар Кубка президента Мальдівів: 2015, 2023
- Володар Суперкубка Мальдівів: 2015, 2016, 2017, 2021, 2022